# 色勒博河
色勒博河是位於蒙古国中北部的一条河流，其下游稱為敦德河（Дунд гол，中河），為土拉河支流。
色勒博河流经蒙古国中北部。此河也是流经蒙古国首都乌兰巴托的河流之一。色勒博河自北向南流经乌兰巴托，将整个乌兰巴托市分成了河东、河西两个部分。